# Emilia-Romagna
Emilia-Romagna is een regio van Noord-Italië.

## Geschiedenis
Emilia-Romagna ontstond uit de samenvoeging van de historische regio's Emilia (het westelijke deel van de regio, de oude Romeinse weg Via Emiliana volgende) en Romagna (het oostelijke deel, dat zijn naam kreeg vanuit de (her-) bezetting van de Oost-Romeinse troepen na de val van Rome in 476 na Chr.). De hoofdstad is Bologna, dit is ook de belangrijkste stad van de regio.
Op 20 en 29 mei 2012 werd de regio getroffen door twee middelzware aardbevingen, waarbij veel historische gebouwen zwaar beschadigd werden, 16 doden vielen en 14.000 inwoners dakloos raakten. De economische schade was groot doordat de rijpingsvoorraden van de levensmiddelen grotendeels verloren waren gegaan. En op 17 mei 2023 werd de streek getroffen door zware overstromingen. Hierbij vielen  minstens 14 doden. Meer dan 15.000 mensen moesten hun huis verlaten.

## Geografie
De regio wordt in het oosten begrensd door de Adriatische Zee, in het noorden door de rivier de Po en in het zuiden door de Apennijnen. De regio grenst aan de regio's Piëmont, Ligurië, Toscane, Marche, Lombardije, Veneto en de zelfstandige republiek van San Marino. Bijna de helft van het territorium behoort tot de Povlakte, daarmee is deze regio een van de vlakste in Italië.
De oppervlakte van de regio (22.123 km²) neemt ongeveer een dertiende van het nationale territorium in beslag, oftewel 7,34%. Qua grootte staat de regio op de zevende plaats. Van de Italiaanse bevolking woont 6,9% in Emilia-Romagna.
Emilia-Romagna is een dichtbevolkte regio, vooral in de vlakke helft ervan. Het is ook een van de rijkste regio's van het land. De keuken van Emilia-Romagna is bekend (zie ook onder andere de herkomst van de parmaham, de Aceto Balsamico di Modena en de Parmezaanse kaas) en is een der meest karakteristieke van Italië.
De landbouw is de belangrijkste economische activiteit: graan, aardappels, maïs, tomaten en uien zijn de belangrijkste landbouwproducten, naast fruit en druiven voor de productie van wijn, waarvan Lambrusco waarschijnlijk de beroemdste is. De veeteelt is ver ontwikkeld, met name het fokken van varkens en koeien.
Emilia-Romagna heeft een gezonde industrie, vooral de voedingsindustrie en het toerisme aan de kust van de Adriatische Zee. De badplaatsen aan de Riviera Romagnola van de regio behoren tot de belangrijkste aan de Adriatische kust zoals Rimini, Cattolica en Riccione.
Wat het cultureel toerisme betreft wordt Emilia Romagna enigszins overschaduwd door Toscane. In 2018 werd het gebied door de Lonely Planet op de derde plaats gezet van gebieden die ten onrechte als vakantiebestemming over het hoofd worden gezien.

## Provincies en belangrijke steden

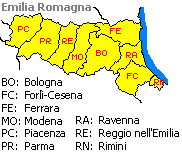

| Provincie/metropolitane stad | Afkorting | Hoofdstad     | Belangrijke plaatsen         |
| ---------------------------- | --------- | ------------- | ---------------------------- |
| Bologna                      | BO        | Bologna       | Imola                        |
| Ferrara                      | FE        | Ferrara       | Comacchio, Cento             |
| Forlì-Cesena                 | FC        | Forlì-Cesena  | Cesenatico                   |
| Modena                       | MO        | Modena        | Carpi, Sassuolo              |
| Parma                        | PR        | Parma         | Fidenza, Salsomaggiore Terme |
| Piacenza                     | PC        | Piacenza      | Fiorenzuola d'Arda           |
| Ravenna                      | RA        | Ravenna       | Faenza                       |
| Reggio Emilia                | RE        | Reggio Emilia | Guastalla                    |
| Rimini                       | RN        | Rimini        | Cattolica, Riccione          |

## Bezienswaardigheden

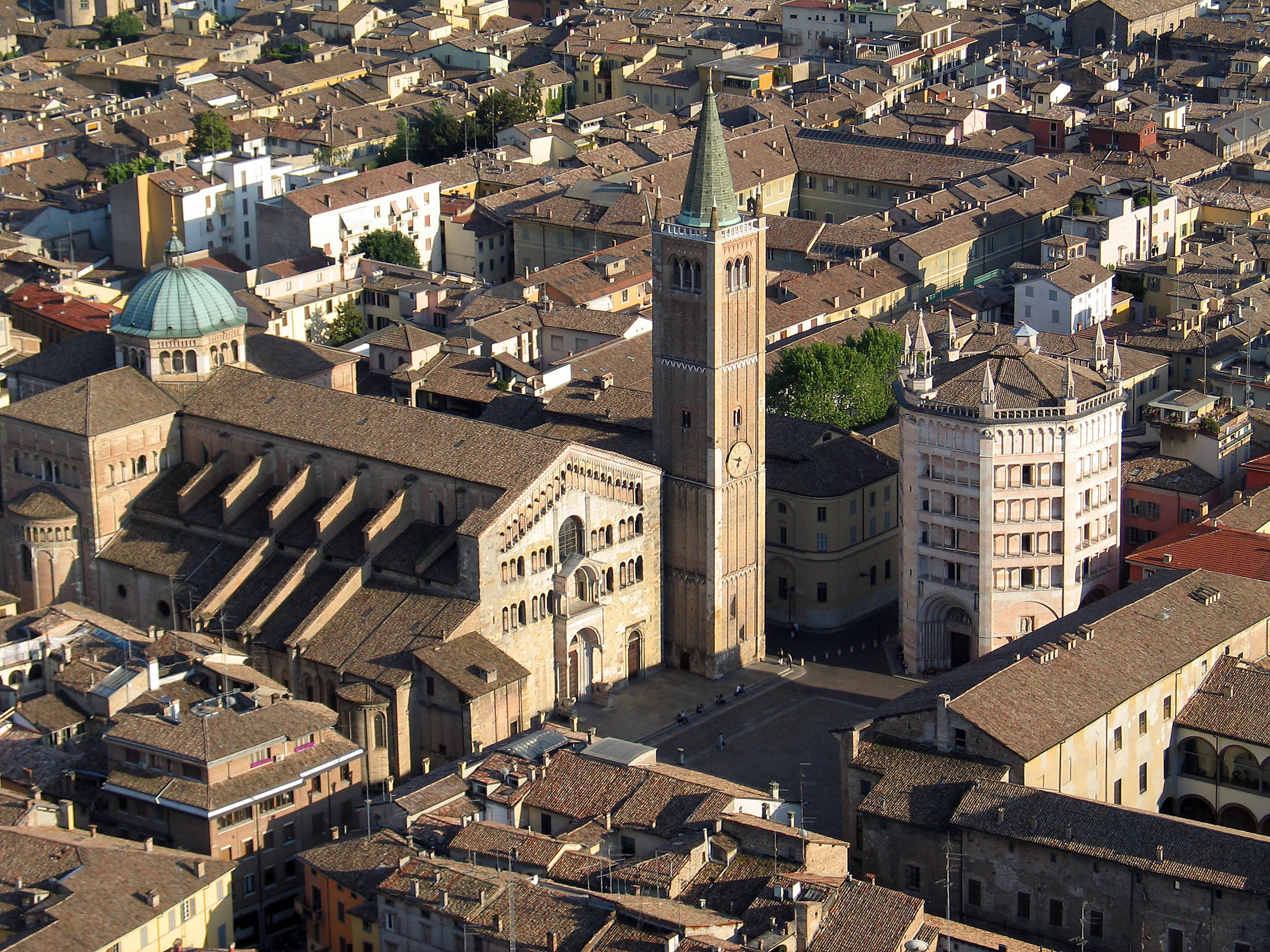
Dom en baptisterium van Parma

- De kunststeden Bologna, Ferrara en Parma
- De mozaïeken van Ravenna
- De Etruskische opgravingen van Marzabotto
- Comacchio en het omringende polderlandschap

## Afkomstig uit Emilia-Romagna
- Girolamo Savonarola (1452-1498), boeteprediker
- Giovanni Pico della Mirandola (1463-1494), humanist
- Girolamo Frescobaldi (±1583-1643), componist en organist
- Evangelista Torricelli (1608-1647), uitvinder barometer
- Arcangelo Corelli (1653-1713), componist
- Benito Mussolini (1883-1945), dictator
- Italo Balbo (1896-1940), luchtvaartpionier
- Romano Prodi (1939), politicus
- Vasco Rossi (1952), zanger
- Zucchero (1955), zanger
- Guglielmo Marconi (1874-1937), natuurkundige en uitvinder van de radio
- Enzo Ferrari (1898-1988), autobouwer
- Laura Pausini (1974), zangeres